# Solleric (Llucmajor)
Solleric és una possessió del terme de Llucmajor, Mallorca. Està situada a la marina.
Està situada entre Son Moro, Vallgornera, el Camí des Palmer, ses Pedreres Velles i Guiamerà. El 1307 era una de les més riques del terme. Era ja dividida i hi havia quatre cases. Una de les parts era denominada Solleric Menor. El 1358 hi havia pedreres. El segle xiv fou de les famílies Despuig, Pastor i Puigcerver. Confrontava amb Vallgornera i es Rafal Roig. El 1352 fou parcialment adquirida pels Pastor, una de les famílies més rellevants de Llucmajor. El segle xv, les diferents parts de la primitiva alqueria eren de propietaris de Palma, sobretot dels Sureda i dels Albertí. El 1571 la possessió principal era del senyor Miquel Sureda-Sanglada i les cases no eren habitades perquè era conrada des de la possessió de Capocorb Vell. Era dedicada a conreu de cereals i a la ramaderia ovina. El 1741 tenia 126 quarterades.

## Construccions
Les cases de la possessió estan integrades per una sèrie de bucs adossats disposats en forma d'"L" i en els quals hi ha l'habitatge dels amos, l'habitatge dels senyors i diverses dependències agropecuàries: molí de sang, estables i pallissa. De forma aïllada, entorn de la casa, hom n'hi troba d'altres: solls, portasses, caneres, sestadors, vaqueria, colomer, barraca, pallissa i quartera. La casa té dues crugies i dues altures: planta baixa (destinada a la vida domèstica) i porxo (destinat a graner només a la zona dels amos). Com a instal·lacions hidràuliques hi ha un aljub situat a un pati de devora la casa i un safareig aïllat.

## Jaciments arqueològics
A Solleric hom hi pot trobar dos jaciments arqueològics prehistòrics.